# Powiat Bytča
Powiat Bytča (słow. okres Bytča) – słowacka jednostka podziału administracyjnego znajdująca się w kraju żylińskim. Powiat Bytča zamieszkiwany był przez 30 879 obywateli (w roku 2001), zajmuje obszar 282 km². Średnia gęstość zaludnienia wynosi 110 osób na km².